# Stephanie Eim
Stephanie Eim (10 giugno 1977) è una schermitrice statunitense.

## Palmarès
In carriera ha conseguito i seguenti risultati:
- Giochi Panamericani:

Winnipeg 1999: bronzo nella spada a squadre e nel fioretto a squadre.
Santo Domingo 2003: argento nella spada a squadre.